# 中华镇 (大竹县)
中华镇，原为中华乡，原名回龍鄉，是中华人民共和国四川省达州市大竹县下辖的一个乡镇级行政单位。該地原屬渠縣。2019年12月，撤销城西乡、黄家乡和中华乡，设立中华镇，以原城西乡、原黄家乡和原中华乡所属行政区域为中华镇的行政区域。2020年6月，将中华镇黄荆社区所属行政区域划归竹阳街道管辖。

## 行政区划
中华镇下辖以下地区：
街道社区、白雀村、四平村、桂花村、中华村和倒桥坝村。